# Карагандинська міська адміністрація
Караганди́нська міська адміністрація (каз. Қарағанды қаласы әкімдігі, рос. Карагандинская городская администрация) — адміністративна одиниця у складі Карагандинської області Казахстану, прирівнена до району. Адміністративний центр — місто Караганда.
Населення — 509027 осіб (2021; 460039 у 2009, 437177 у 1999, 613971 у 1989).

## Історія
Станом на 1989 рік існувала Карагандинська міська рада (місто Караганда), село Жана-Аул перебувало у складі Теміртауської міської ради. Саме ж місто поділялось на 4 міські райони:
- Кіровський — 87784 особи;
- Ленінський — 146041 особа;
- Октябрський — 194718 осіб;
- Совєтський — 185254 особи.

## Склад
До складу міської адміністрації входять місто Караганда та село Жанаауил. Саме місто поділяється на 2 міські райони: імені Казибек-бі та Октябрський, до якого відноситься село.
| Адміністративна одиниця    | Населення, осіб (1989) | Населення, осіб (1999) | Населення, осіб (2009) | Населення, осіб (2021) |
| -------------------------- | ---------------------- | ---------------------- | ---------------------- | ---------------------- |
| Караганда, місто           | 613797                 | 436864                 | 459778                 | 508824                 |
| *імені Казибек-бі район    | -                      | 238851                 | 242978                 | 282982                 |
| *Аліхана Бокейханова район | -                      | 198326                 | 217061                 | 225842                 |
| **Жанаауил, село           | 174                    | 313                    | 261                    | 203                    |